# Lockdown 2010
Lockdown 2010 è stata la sesta edizione del pay-per-view prodotto dalla Total Nonstop Action Wrestling (TNA). L'evento ha avuto luogo il 19 aprile 2010 presso il Family Arena di Saint Charles nel Missouri.

## Risultati
| # | Match | Stipulazioni                                                                                               | Durata |
| - | --- | --- | ------ |
| 1 | Rob Van Dam ha sconfitto James Storm | Steel cage match per avvantaggiarsi nella scelta del successivo Lethal Lockdown match                      | 06:40  |
| 2 | Homicide ha sconfitto Alex Shelley, Chris Sabin e Brian Kendrick | Xscape match per partecipare al successivo match valido per il titolo TNA X Division Championship          | 04:58  |
| 3 | Kevin Nash ha sconfitto Eric Young | Steel Cage match                                                                                           | 04:50  |
| 4 | The Beautiful People (c) (Madison Rayne e Velvet Sky con Lacey Von Erich) hanno sconfitto Angelina Love (c) e Tara tramite uno schienamento (di Madison Rayne che diventa la nuova campionessa). | Steel Cage match per il titolo TNA Women's Knockout Championship ed il TNA Knockouts Tag Team Championship | 05:10  |
| 5 | Kazarian ha sconfitto Shannon Moore e Homicide | Steel Cage match per il titolo vacante TNA X Division Championship                                         | 09:07  |
| 6 | Team 3D (Brother Devon e Brother Ray) hanno sconfitto The Band (Kevin Nash and Scott Hall) | Street Fight Steel Cage match                                                                              | 06:45  |
| 7 | Kurt Angle ha sconfitto Mr. Anderson | Steel Cage match dove l'unico modo per vincere era quello di uscire dalla gabbia                           | 20:55  |
| 8 | A.J. Styles (c) ha sconfitto D'Angelo Dinero | Steel Cage match per il titolo TNA World Heavyweight Championship                                          | 13:32  |
| 9 | Team Hogan (Abyss, Rob Van Dam, Jeff Jarrett e Jeff Hardy) hanno sconfitto Team Flair (Sting, James Storm, Robert Roode e Desmond Wolfe)                                                         | Lethal Lockdown match avendo vinto il team Flair, Hulk Hogan doveva lasciare la federazione                | 30:15  |
|   | (c) è riferito al campione in carica al momento dell'inizio del match. | |        |